# 신장 위구르 자치구
신장 위구르 자치구(위구르어:  شىنجاڭ ئۇيغۇر ئاپتونوم رايونى 신장 위구르 압토놈 라요니), 또는 신장 웨이우얼 자치구(중국어 간체자: 新疆维吾尔自治区, 정체자: 新疆維吾爾自治區, 병음: Xīnjiāng Wéiwú'ěr Zìzhìqū 신장 웨이우얼 쯔즈취[*])는 중화인민공화국 북서쪽에 위치하는 자치구이다. 중앙아시아 위구르족의 자치구이며, 아울러 신장(新疆)은 "새로운(新 신) 영토(疆 강)를 뜻하며 "위구르"(ئۇيغۇر)의 뜻은 위구르어로 "단결"과 "연합"을 의미한다.
중화인민공화국의 시간대는 북경시간(北京時間)으로 통일되어 있으므로 공식적인 중국내의 시차는 존재하지 않지만, 신장 위구르자치구에서는 비공식적으로 베이징 시간보다 2시간 늦은 신장 시간(新疆時間)이 사용되고 있다. 이런 문제 때문에 신장 위구르 자치구에서는 출퇴근 시간을 현지 시간에 맞게 조정한다. 가령, 베이징에서 9시 출근에 5시 퇴근이라고 치면, 신장에서는 11시 출근에 7시 퇴근이 되는 식이다. 당시 근대화되지 못한 청나라는 영국과 러시아 등에 패배하여 반식민지 상태에 놓였고 러시아와 영국은 신장과 티베트 지역을 언제든 점령할 수 있었으나 당시 인구가 희박하고 사막이 많은 척박한 땅이였기 때문에 러시아와 영국에게 필요성이 없는 영토였다. 또한 신장과 티베트 지역은 영국과 러시아의 불필요한 충돌을 피하기 위한 완충 지대였다. 독일 패망 이후 혼란함을 틈타 소련의 대폭적 지원을 받은 공산당이 침략하였다. 당시 중국 동부와 해안가는 일본 제국이 정복한 상황이었기 때문에 중국 정부는 소련 영토가 될 수도 있었던 신장 지역을 지키는 데 필사적이었다.
톈산산맥에 의해 크게 북부의 중가리아와 남부의 타림 분지로 나뉜다. 중가리아는 중국 본토에서 이주해 온 한족과 회족이 도시 지역을 중심으로 인구의 과반수를 차지하는 데 반해 타림 분지에서는 여전히 위구르족이 다수에 해당한다. 타클라마칸 사막 등 황량하거나 험준한 지형이 많아, 사람이 살기에 적합한 지역은 전체 면적의 9.7%에 불과하다.

## 역사

### 18세기 이전
신장(新疆 신강[*])은 비단길이 이 지역을 지나갔으며, 역사적으로 오랜 기간 돌궐족, 몽골족 등의 지배를 받았다.
이 지역은 위구르 제국의 영역이 되었고 위구르 제국은 안사의 난 등 내부 혼란으로 약화된 당나라를 종종 약탈한다. 위구르인들은 많은 당나라인 노예들을 신장 지역으로 끌고가 소작을 시켰다고 한다. 위구르인들은 10세기에 이슬람교를 받아들인 이후, 차가타이칸국의 지배 하에서 급속히 이슬람화되었다. 이곳에서 모굴리스탄이 나타났고, 여기서 독립한 위구르인들은 야르칸드 칸국이라는 위구르인들의 마지막 왕조를 세웠다. 그리고 이 국가는 중가르 칸국에게 멸망당했다.
1755년 명나라를 완전히 정복한 청나라가 지역을 침략하였다. 준가르 칸국의 지배하에 있었던 신강은 청의 지배를 받았고, 그곳에 있었던 위구르인들 혹은 청나라 조정으로부터 이주한 위구르인들은 이에 저항하였다.
그러나 위구르인들의 저항은 계속되었고, 19세기 중반 청나라가 혼란에 빠지면서 통제력을 상실하게 되자 1864년 대대적인 반란이 일어나 청의 군대는 이 지역에서 철수하였다.
반란세력들 간의 내전 결과, 야쿱 벡이라는 인물이 통일 국가를 수립하였다. 그는 이슬람의 수호자를 자처하면서 근대식 소총과 화포를 구입하여 무력을 증강하였고, 영국과 러시아의 승인을 받기도 하였으나 1876년 청군과의 전투에서 패한 직후 급사하였다. 이후 청나라는 1884년 이 지역에 신강성을 설치하여 자국의 영토로 합병하였다.

### 동튀르키스탄

신장 위구르 자치구의 국기

신장 위구르 자치구의 문장

1933년 11월 동튀르키스탄 제1공화국이 처음으로 건국되었으나 3개월 만에 소멸되었고, 1944년에 다시 동튀르키스탄 제2공화국이 설립되었다. 그러나 공화국은 1949년 중화인민공화국에 병합되었고, 1955년 신장 위구르 자치구가 되었다. 오늘날 위구르족으로 중심으로 분리주의 활동이 이어지고 있다.

## 지리

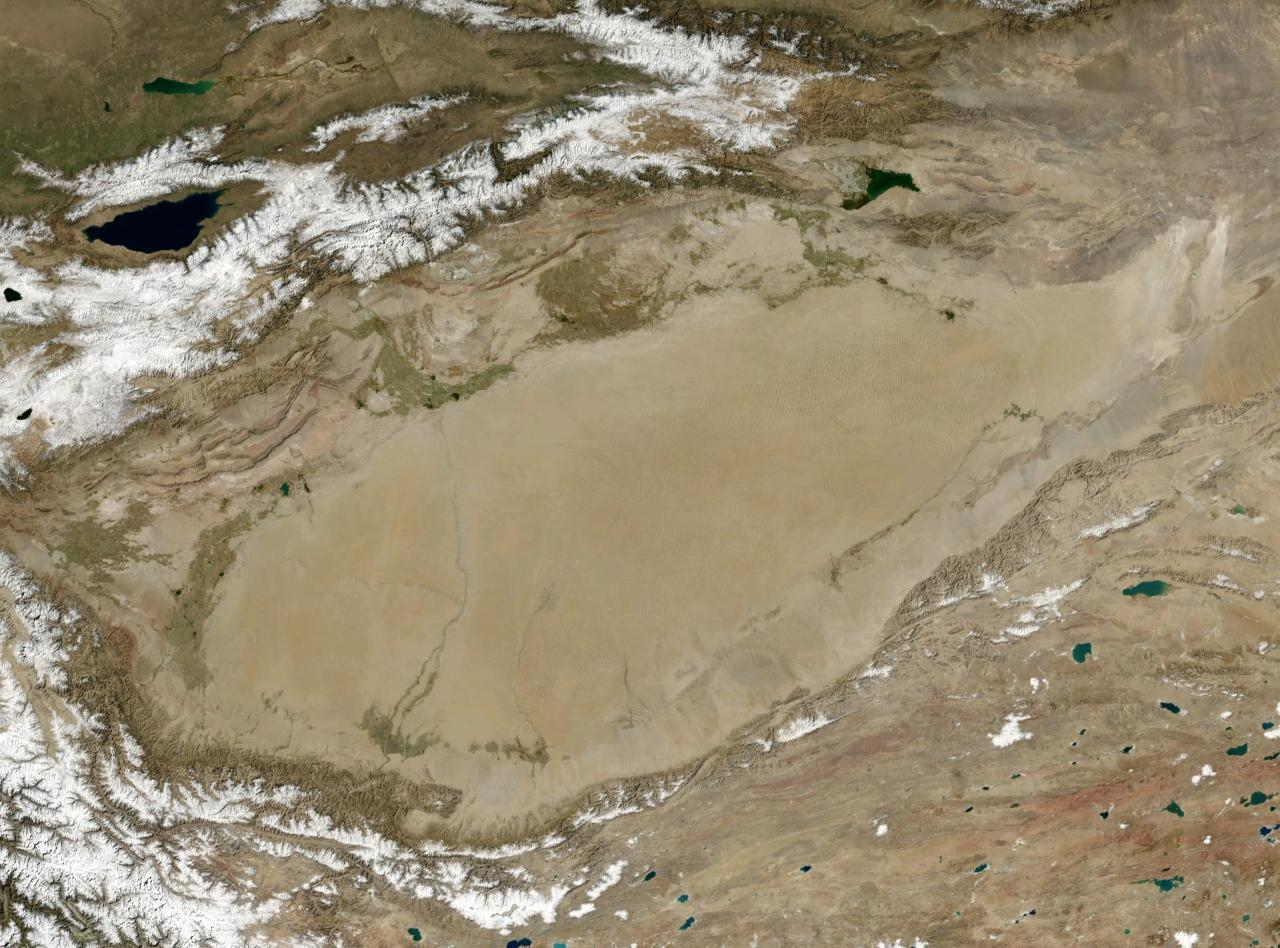
타림 분지

신장은 크고 인구가 희박한 지역으로 면적은 160만km2가 넘고 중국 전체 면적의 6분의 1을 차지한다. 남쪽은 티베트 자치구(시짱 자치구), 남동쪽은 칭하이성과 간쑤성, 동쪽은 몽골, 북쪽과 서쪽은 러시아, 카자흐스탄, 키르기스스탄, 타지키스탄, 아프가니스탄, 파키스탄, 인도에 접해 있다. 예전에는 인도 카슈미르의 라다크 지방에 속했던 악사이친의 거의 대부분을 관할하고 있으며 인도는 1962년 이래 이곳의 지배권을 주장하고 있다.
동서로 뻗어있는 톈산산맥이 북쪽의 준가얼 분지와 남쪽의 타림 분지를 분리한다. 중가르는 건조한 스텝 지대이다. 타림 분지는 오아시스 도시로 둘러싸여있고 타클라마칸 사막이 대부분을 차지한다. 동쪽에는 신장에서 가장 해발고도가 낮은 투르판 분지가 있고 서쪽은 톈산산맥이 쪼개져 이리강 계곡을 형성한다. 신장에서 가장 해발고도가 높은 곳은 8611m의 K2로 파키스탄과의 경계이다. 다른 산맥들로 남서쪽의 카라코람산맥, 서쪽의 파미르고원, 북쪽의 알타이산맥이 있다.
신장의 대부분은 지질학적으로 어린 곳으로 인도판과 유라시아판이 충돌하여 톈산산맥, 쿤룬산맥, 파미르고원을 형성하였다. 결과적으로 신장은 주요 지진 발생 지대이다. 신장은 바다에서 가장 멀리 떨어진 지점으로 준가르 분지의 거얼반퉁구터 사막(古尔班通古特沙漠)은 유라시아에서 접근하기 어려운 곳으로 꼽히며 가장 가까운 해안선에서 2648km 떨어져 있다.

## 행정 구역
|                      |                                            |             |                                                                          |                                                     |            |  |
| #                    | 이름                                       | 시청소재지  | 위구르어 위구르어 라틴표기                                               | 한자 병음                                           | 인구(2010) |  |
| 지급시               |                                            |             |                                                                          |                                                     |            |  |
| 1                    | 우루무치 시 (오로목제)                     | 톈산 구     | ئۈرۈمچى شەھىرى Ürümchi Shehri                                            | 乌鲁木齐市 Wūlǔmùqí Shì                             | 3,110,280  |  |
| 2                    | 커라마이 시 (극랍마의)                     | 커라마이 구 | قاراماي شەھىرى Qaramay Shehri                                            | 克拉玛依市 Kèlāmǎyī Shì                             | 391,008    |  |
| 3                    | 투루판 시 (토로번)                         | 가오창 구   | تۇرپان شەھىرى Turpan Shehri                                              | 吐鲁番市 Tǔlǔfān Shì                                | 622,679    |  |
| 4                    | 하미 시 (합밀)                             | 이저우 구   | قۇمۇل شەھىرى Qumul Shehiri                                               | 哈密市 Hāmì Shì                                     | 572,400    |  |
| 지구                 |                                            |             |                                                                          |                                                     |            |  |
| 5                    | 아러타이 지구 (아륵태)                     | 아러타이 시 | ئالتاي ۋىلايىتى Altay Wilayiti                                           | 阿勒泰地区 Ālètài Dìqū                              | 526,980    |  |
| 6                    | 타청 지구 (탑성)                           | 타청 시     | تارباغاتاي ۋىلايىتى Tarbaghatay Wilayiti                                 | 塔城地区 Tǎchéng Dìqū                               | 1,219,212  |  |
| 7                    | 카슈가르 지구 (객십)                       | 카슈가르시  | قەشقەر ۋىلايىتى Qeshqer Wilayiti                                         | 喀什地区 Kāshí Dìqū                                 | 3,979,362  |  |
| 8                    | 아크수 지구 (아극소)                       | 아크수시    | ئاقسۇ ۋىلايىتى Aqsu Wilayiti                                             | 阿克苏地区 Ākèsū Dìqū                               | 2,370,887  |  |
| 9                    | 호탄 지구 (화전)                           | 호탄시      | خوتەن ۋىلايىتى Xoten Wilayiti                                            | 和田地区 Hétián Dìqū                                | 2,014,365  |  |
| 자치주               |                                            |             |                                                                          |                                                     |            |  |
| 10                   | 보얼타라 몽골 자치주 (박이탑랍 몽고)       | 보러 시     | بۆرتالا موڭغۇل ئاپتونوم ئوبلاستى Börtala Mongghul Aptonom Oblasti        | 博尔塔拉蒙古自治州 Bó'ěrtǎlā Měnggǔ Zìzhìzhōu       | 443,680    |  |
| 11                   | 창지 후이족 자치주 (창길 회족)             | 창지 시     | سانجى خۇيزۇ ئاپتونوم ئوبلاستى Sanji Xuyzu Aptonom Oblasti                | 昌吉回族自治州 Chāngjí Huízú Zìzhìzhōu              | 1,428,592  |  |
| 12                   | 이리 카자흐 자치주 (이리 합살극)           | 이닝 시     | ئىلى قازاق ئاپتونوم ئوبلاستى Ili Qazaq Aptonom Oblasti                   | 伊犁哈萨克自治州 Yīlí Hāsàkè Zìzhìzhōu              | 2,482,627  |  |
| 13                   | 키질수 키르기스 자치주 (극자르소 가이극자) | 아투스 시   | قىزىلسۇ قىرغىز ئاپتونوم ئوبلاستى Qizilsu Qirghiz Aptonom Oblasti         | 克孜勒苏柯尔克孜自治州 Kèzīlèsū Kē'ěrkèzī Zìzhìzhōu | 525,599    |  |
| 14                   | 바인골린 몽골 자치주 (파음곽릉 몽고)       | 코를라시    | بايىنغولىن موڭغۇل ئاپتونوم ئوبلاستى Bayingholin Mongghul Aptonom Oblasti | 巴音郭楞蒙古自治州 Bāyīnguōlèng Měnggǔ Zìzhìzhōu    | 1,078,492  |  |
| 자치구직할현급행정구 |                                            |             |                                                                          |                                                     |            |  |
| (1)                  | 스허쯔 시 (석하자)                         | /           | شىخەنزە شەھىرى Shixenze Shehri                                           | 石河子市 Shíhézǐ Shì                                | 635,582    |  |
| (2)                  | 우자취 시 (오가거)                         | /           | ئۇجاچۇ شەھىرى Wujachu Shehri                                             | 五家渠市 Wǔjiāqú Shì                                | 72,613     |  |
| (3)                  | 투무수커 시 (도목서극)                     | /           | تۇمشۇق شەھىرى Tumshuq Shehri                                             | 图木舒克市 Túmùshūkè Shì                            | 147,465    |  |
| (4)                  | 아라얼 시 (아랍이)                         | /           | ئارال شەھىرى Aral Shehri                                                 | 阿拉尔市 Ālā'ěr Shì                                 | 166,205    |  |
| (5)                  | 베이툰 시                                  | /           | بەيتۈن شەھىرى Beatün Shehiri                                             | 北屯市 Běitún Shì                                   | 76,300     |  |
| (6)                  | 톄먼관 시                                  | /           | باشئەگىم شەھىرى Bashegym Shehiri                                         | 铁门关市 Tiĕménguān Shì                             | 50,000     |  |
| (7)                  | 솽허 시                                    | /           | قوشئۆگۈز شەھىرى Qoshögüz Shehiri                                         | 双河市 Shuānghé Shì                                 | 53,800     |  |
| (8)                  | 쿠이툰 시                                  | /           | كۇيتۈن شەھىرى Küeatün Shehiri                                            | 奎屯市 Kuítún shì                                   | 71,000     |  |
| (9)                  | 커커다라 시                                | /           | كۆكدالا شەھىرى Kökdala Shehiri                                           | 可克达拉市 Kěkèdálā Shì                             | 80,000     |  |
| (10)                 | 쿤위 시                                    | /           | قۇرۇمقاش شەھىرى Künnüi Shehiri                                           | 昆玉市 Kūnyù shì                                    | 57,000     |  |
| (11)                 | 우수 시                                    | /           | ئۇرسۇ شەھىرى Usu Shehiri                                                 | 乌苏市 Wūsū Shì                                     | 21,600     |  |
| (12)                 | 후양허 시                                  | /           | خۇياڭخې شەھىرى Xuyangxé Shehiri                                          | 胡杨河市Húyánghé Shì                                | 80,000     |  |

## 인구
10개가 넘는 소수민족이 살고 있다. 인구의 절반 가량은 위구르족이지만, 한족과 카자흐족이 그 다음을 차지하고, 그 밖에 후이족 또는 둥간족·키르기스족·몽골족·투지크족·우즈베크족·타타르족·시버족·다우르족, 살라르족, 만주족 등도 있다. 이밖에도 18세기 중국에 들어온 러시아인인 어뤄스족도 살고 있다. 종교는 중앙아시아계 민족과 회족은 대다수가 이슬람교를 믿으나 일부는 샤머니즘과 라마교를 믿으며, 어뤄스족은 대부분 정교회 신자이다. 공용어는 중국어와 위구르어지만 각 민족은 여러 언어를 쓴다.
| 2009년 당시 신장의 민족 | 2009년 당시 신장의 민족 | 2009년 당시 신장의 민족 |
| 민족                    | 주민                    | %1                      |
| ----------------------- | ----------------------- | ----------------------- |
| 위구르족                | 10,019,758              | 46.42                   |
| 한족                    | 8,416,867               | 38.99                   |
| 카자흐족                | 1,514,814               | 7.02                    |
| 후이족                  | 980,359                 | 4.54                    |
| 키르기스족              | 189,309                 | 0.88                    |
| 몽골족 둥샹족 다우르족  | 179,615                 | 0.83                    |
| 투지크족                | 39,493                  | 0.21                    |
| 시버족                  | 42,790                  | 0.20                    |
| 만주족                  | 26,195                  | 0.11                    |
| 투자족                  | 15,787                  | 0.086                   |
| 우즈벡족                | 16,669                  | 0.066                   |
| 어뤄쓰족                | 11,672                  | 0.048                   |
| 먀오족                  | 7,006                   | 0.038                   |
| 티베트족                | 6,153                   | 0.033                   |
| 좡족                    | 5,642                   | 0.031                   |
| 타타르족                | 4,883                   | 0.024                   |
| 살라르족                | 3,762                   | 0.020                   |

| 2009년 신장의 주요 민족 분포도 | 2009년 신장의 주요 민족 분포도 | 2009년 신장의 주요 민족 분포도 | 2009년 신장의 주요 민족 분포도 | 2009년 신장의 주요 민족 분포도 |
|                                | 위구르족                       | 한족                           | 카자흐족                       | 기타                           |
| ------------------------------ | ------------------------------ | ------------------------------ | ------------------------------ | ------------------------------ |
| 신장                           | 45.2%                          | 40.6%                          | 6.7%                           | 7.5%                           |
| 우루무치(위륌치)               | 12.8%                          | 75.3%                          | 2.3%                           | 9.6%                           |
| 카라마이                       | 13.8%                          | 78.1%                          | 3.7%                           | 4.5%                           |
| 투르판                         | 70.0%                          | 23.3%                          | <0.1%                          | 6.6%                           |
| 쿠물                           | 18.4%                          | 68.9%                          | 8.8%                           | 3.9%                           |
| 산지 후이족 자치주             | 3.9%                           | 75.1%                          | 8.0%                           | 13.0%                          |
| 뵈르탈라 몽골 자치주           | 12.5%                          | 67.2%                          | 9.1%                           | 11.1%                          |
| 바인골린 몽골 자치주           | 32.7%                          | 57.5%                          | <0.1%                          | 9.7%                           |
| 아크수 지구 + 아랄             | 71.9%                          | 26.6%                          | <0.1%                          | 1.4%                           |
| 키질수 키르기즈 자치주         | 64.0%                          | 6.4%                           | <0.1%                          | 29.6%                          |
| 카슈가르 + 툼슉 DACLC          | 89.3%                          | 9.2%                           | <0.1%                          | 1.5%                           |
| 호탄(호탄)                     | 96.4%                          | 3.3%                           | <0.1%                          | 0.2%                           |
| 일리 카작 자치주1              | 16.1%                          | 44.4%                          | 25.6%                          | 13.9%                          |
| - 쿠이툰                       | 0.5%                           | 94.6%                          | 1.8%                           | 3.1%                           |
| - 이리 지구 (과거)             | 27.2%                          | 32.4%                          | 22.6%                          | 17.8%                          |
| - 타르바가타이                 | 4.1%                           | 58.6%                          | 24.2%                          | 13.1%                          |
| - 알타이                       | 1.8%                           | 40.9%                          | 51.4%                          | 5.9%                           |
| 시핸재 DACLC                   | 1.2%                           | 94.5%                          | 0.6%                           | 3.7%                           |

## 경제

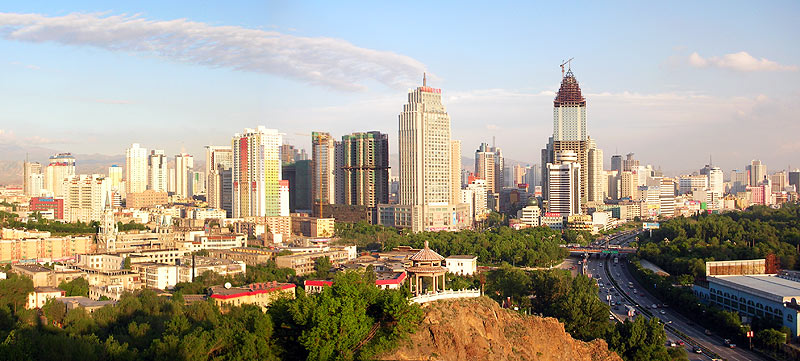
홍산(紅山)에서 바라본 우루무치 시가지

신장은 과일 생산으로 유명하며 포도, 멜론, 배, 면화, 밀, 보리, 호두 등이 생산된다. 19세기 후반에 이 지역은 소금, 소다, 금, 옥, 석탄 생산으로 유명했다.
중국 정부의 서부대개발 정책 덕분에 신장의 2004년 명목 GDP는 약 2200억 위안(322억 달러)에서 2008년에 4200억 위안(615억 달러)로 증가했다. 2008년 1인당 GDP는 19893위안(2913달러)이었다.
아크수와 카라마이에서 석유와 가스 추출 산업이 붐을 일으키고 있고 동서 송유관을 통해 상하이와 연결된다. 석유와 석유 화학 부문은 신장의 지역 경제의 60%를 차지한다.
신장의 2008년 수출액은 193억 달러였고 수입액은 29억 달러였다. 신장의 수출입 총량의 거의 대부분이 카자흐스탄과 아라 길을 통해 이뤄진다. 중국의 첫 번째 자유 국경 무역 지대가 신장과 카자흐스탄의 국경 도시 호르고스에 위치한다. 호르고스는 중국 서부의 가장 큰 내륙항으로 중앙아시아 시장에 쉽게 접근할 수 있다.
1956년 간쑤성의 란저우에서 우루무치에 이르는 길이 1903km의 란신 철로(蘭新鐵路)가 개통되었다. 1980년대 우루무치부터 카자흐스탄까지의 철도가 개통되었다. 1999년에는 카슈가르로 가는 난장 철로가 개통되었다. 2005년 기준, 우루무치에서 카자흐스탄의 알마티에 이르는 기차가 정확히 14번 운행하였다.

## 자원
2021년, 신장 지역에서 10억t 규모의 석유와 천연가스등 지하자원이 발견됐다. 타림 분지는 중국 내 가장 큰 석유 및 천연가스 보유 지역으로 총 160억t이 매장된 것으로 추정하고 있다. 10년간 발견된 것 중 최대 규모이며, 중국은 푸만 유전 지역 발견 후 6년간 시추량이 3만t에서 152만t까지 급증했으며 올해는 200만t까지 가능할 것으로 보고 있다.

## 같이 보기
- 신장 독립운동
- 신장 수용소